# Шилп (Дитмаршен)
Шилп (њем. Schülp) општина је у њемачкој савезној држави Шлезвиг-Холштајн. Једно је од 115 општинских средишта округа Дитмаршен. Према процјени из 2010. у општини је живјело 474 становника. Посједује регионалну шифру (AGS) 1051105.

## Географски и демографски подаци
Шилп се налази у савезној држави Шлезвиг-Холштајн у округу Дитмаршен. Општина се налази на надморској висини од 0 метара. Површина општине износи 9,3 km². У самом мјесту је, према процјени из 2010. године, живјело 474 становника. Просјечна густина становништва износи 51 становника/km².